# Аристобул Александрийский
Аристобул Александрийский (др.-греч. Αριστόβουλος; ок. 160 г. до н. э.) — эллинистический еврейский философ, представитель перипатетической школы. Так же как его последователь Филон Александрийский, пытался комбинировать древнегреческую философию с еврейской Библией.
Только фрагменты его сочинения, озаглавленного Комментарии к писаниям Моисея, сохранились в цитатах Климента, Евсевия и других богословов, но этого достаточно, чтобы иметь представление о содержании. Он доказывал, что ранние греческие философы наследовали от Лина, Орфея, Мусея и других отрывки, которые очень схожи с писаниями Моисея. Гипотеза об авторстве Аристобула идеи заимствованной философии Экклезиаста, в целом, не была принята.
Он среди многочисленных философов его времени, которые утверждали, что, по существу, древнегреческая философия и метафизика происходит от еврейских источников. Философ Нумений вторит ему известной фразой: «Но если не Платон, а Моисей говорит на языке жителя Аттики?» Аристобул на 150 лет раньше Филона предполагал, что не только древние греческие поэты (Гомер, Гесиод, Орфей и другие), но все знаменитые греческие мыслители, особенно Платон, многое почерпнули из старинных еврейских текстов и сказаний.